# Pheropsophus bimaculatus
Pheropsophus bimaculatus is een keversoort uit de familie van de loopkevers (Carabidae). De wetenschappelijke naam is gepubliceerd in 1771 door Linnaeus.